# Shaniko
Shaniko és una població dels Estats Units a l'estat d'Oregon. Segons el cens del 2000 tenia 26 habitants.

## Demografia
Segons el cens del 2000, Shaniko tenia 26 habitants. La densitat de població era de 21,8 habitants per km².
Dels 14 habitatges en un 7,1% hi vivien nens de menys de 18 anys, en un 50% hi vivien parelles casades, en un 0% dones solteres, i en un 35,7% no eren unitats familiars. En el 21,4% dels habitatges hi vivien persones soles el 14,3% de les quals corresponia a persones de 65 anys o més que vivien soles. El nombre mitjà de persones vivint en cada habitatge era d'1,86 i el nombre mitjà de persones que vivien en cada família era de 2,11.
Per edats la població es repartia de la següent manera: un 7,7% tenia menys de 18 anys, un 0% entre 18 i 24, un 11,5% entre 25 i 44, un 42,3% de 45 a 60 i un 38,5% 65 anys o més.
L'edat mediana era de 61 anys. Per cada 100 dones de 18 o més anys hi havia 140 homes.
La renda mediana per habitatge era de 28.750$ i la renda mediana per família de 31.250$. Els homes tenien una renda mediana de 28.750$ mentre que les dones 43.333$. La renda per capita de la població era de 15.617$. Aproximadament el 0% de les famílies i el 16,7% de la població estaven per davall del llindar de pobresa.

## Poblacions més properes
El següent diagrama mostra les poblacions més properes.